# Паоло Учело
Паоло Учело (на италиански: Paolo Uccello; * 15 юни 1397, Пратовекио, † 10 декември 1475, Флоренция, Флорентинска република), псевдоним на Паоло ди Доно или Паоло Дони (Paolo di Dono, Paolo Doni), е италиански художник и мозаист, известен с развитието на теорията за линейната перспектива в изкуството. 
Джорджо Вазари в своята книга „Живоoписания на най-значимите живописци, скулптури и архитекти“ пише, че Учело е обсебен от перспективата и би стоял буден цяла нощ в опити да определи точната точка на изчезване. Той използва перспективата, за да създаде усещане за дълбочина в картините си, а не както съвременниците си, за да разкаже различни или последователни истории. Най-известните му картини са трите, представящи битката за Сан Романо (дълго време те погрешно са именувани Битка за Сан Еджидио) от 1416 г.
Учело работи в традицията на Късната готика и набляга на цветовете и пищността, а не на класическия реализъм, който се развива от съвременниците му. Стилът му е идеосинкретичен и той не оставя школа от последователи. Все пак той оказва влияние върху изкуството от 20 век и върху литературната критика.

## Биография

### Ранни години и обучение в ателието на Гиберти
Той е син на хирурга и бръснар Доно ди Паоло от Пратовекио, флорентински гражданин от 1373 г., и на благородничката Антония ди Джовани дел Бекуто. Бащата е член на богатото семейство Дони, в което между 14 и 15 век има осем приора. Майката е от семейството на знатни феодали, които имат свои къщи близо до Санта Мария Маджоре – църквата, където родът Дел Бекуто има три украсени параклиса, един от които от самия Паоло. Включването му в имотния регистър от 1427 г. го споменава на 30 години, така че трябва да е роден през 1397 г.
 

Когато е едва на 10 години, от 1407 до 1414 г. той заедно с Донатело и други учи в ателието на Лоренцо Гиберти, ангажиран с изграждането на северната врата на Флорентинския баптистерий (1403-1424). Паоло работи в два отделни периода – един от 3 години и един от 15 месеца, в които се радва на постепенно увеличение на заплащането, което предполага професионалното му израстване. Обичайно е художниците, които впоследствие се утвърждават, да бъдат инициирани в художествена практика от скулптори или златари, тъй като при тях те могат да култивират изкуството, което е в основата на всяка художествена продукция – рисунката. Въпреки чиракуването му в ателие на скулптор обаче не е известна нито една негова статуя или барелеф. От Гиберти Учело би трябвало да е възприел вкуса към късноготическото изкуство, което е един от основните компоненти на неговия език. Това са стилистични елементи, свързани с линейния вкус, със светския аспект на свещените предмети, с изтънчеността на формите и движенията и с вниманието към най-малките детайли в името на натурализъм, богат на декорации. В този период се ражда и прякорът му „Птицата“ (Учело) поради способността му да запълва празнините в перспективата с животни, особено с птици.
През 1414 г. става член на Гилдията на флорентинските живописци „Свети Лука“, а на 15 октомври 1415 г. е приет в Гилдията на лекарите и аптекарите, която включва професионални художници. Произведенията му от тези години са доста неясни, или защото са загубени, или защото са белязани от традиционен готически вкус, и те са трудно съпоставими със зрелите му произведения, като приписването им все още се обсъжда. Подобно на неговите съвременници Мазачо и Беато Анджелико, първите самостоятелни произведения на Учело би трябвало да датират от 1420-те г. Изключение според италианския историк на изкуството Уго Прокачи прави скиния в зона Липи е Макия (квартал Новоли, Флоренция), чийто древен надпис от 1416 г. я сочи като творба на Паоло Учело: това е изцяло късноготическа творба, в която се забелязват някои сходства с Герардо Старнина.
В някои от най-ранните му мадони, чието приписване е по-споделено от учените, като напр, тази от къщата на рода Дел Бекуто (сега в Музей „Сан Марко“) и тази в частна колекция във Фиезоле, има вкус към типично готическата сърповидна линия. Тя обаче е съчетана с новаторското усилие за по-изразително представяне на главните герои и с изтънчени иронични акценти, които са почти безпрецедентни в тържественото флорентинско сакрално изкуство.
Очевидно е, че семейството на майката на Учело играе активна роля за навлизането на младежа на местната художествена сцена. В допълнение към гореспоменатата фреска на Мадона, изрисувана в дома им за съседа Паоло Карнесеки, чийто дом е до този на Дел Бекуто, Паоло изпълнява изгубеното Благовещение и четирима пророци в параклиса на Санта Мария Маджоре. Вазари определя това произведение като притежаващо ракурс по „нов и труден за онези времена начин“. Други произведения на Учело от този период, сега загубени, са ниша във Флорентинската академия за изящни изкуства със Свети абат Антоний между Св. св. Козма и Дамян и две фигури в манастира „Сан Винченцо д'Аналена“.
Не е ясно дали Учело участва в първите стенописни разкази в Зеления клоатър на Санта Мария Новела, където работи със сигурност през следващите години. В тези люнети, които сега се приписват предимно на анонимни художници, се забелязва известен „гибертизъм“, със сводести фигури, с плавни и подвижни вълни, за които някои учени посочват, че са съвместими с тези на Паоло Учело.

### Пътуване до Венеция
Между 1425 и 1431 г.  Учело е във Венеция. Това са основни години, през които Мазачо прави стенописите на Капела „Бранкачи“ във Флоренция, които имат силно влияние върху младите флорентински художници, засенчвайки бързо скорошното късноготическо постижение на олтарния образ „Поклонението на влъхвите“ на Джентиле да Фабриано (1423 г.). С пътя, изгладен с помощта на богатия му роднина Део ди Део дел Бекуто, който му е прокурор, от съюза между Флорентинската и Венецианската република и не на последно място – от скорошното присъствие във Венеция на неговия учител Лоренцо Гиберти (зима 1424-1425 г.), Паоло Учело стига до венецианската столица, където остава 6-7 години. Преди да замине, както обикновено той прави завещание (в случая – на 5 август 1425 г.)
Малкото, което се знае за тези години, е свързано с писмо до Пиетро Бекануги (флорентински посланик, акредитиран към Венеция) от Фабриката на флорентинската катедрала от 23 март 1432 г., в което се иска справка за Паоло ди Доно, „майстор на мозайки“, създал Св. Петър за фасадата на Базилика „Сан Марко“ (изгубена творба, която обаче може да се види на платното на Джентиле Белини Шествието на площад Сан Марко от 1496 г.). Днес някои мраморни инкрустации за пода на базиликата се приписват на Учело, но предпазливо. Изкуствоведите Роберто Лонги и Пуделко му приписват и дизайна на мозайките на Посещението, Рождество и Представяне в храма на Богородица в Капела „Масколи“ в Базилика „Сан Марко“, изпълнени от Микеле Джамбоно: трите сцени, приписвани от повечето критици на дизайна на Андреа дел Кастаньо, действащ няколко години по-късно в града, дават перспективен чертеж с определена сложност.
През 1427 г. Учело със сигурност е във Венеция, докато през лятото на 1430 г. е възможно да е посетил Рим заедно с двама бивши ученици на Гиберти – Донатело и Мазолино да Паникале. С Мазолино е вероятно да си е сътрудничил за изгубения цикъл Известни мъже в Палацо Орсини в Рим, известен днес чрез миниатюрното копие на Леонардо да Безоцо. Хипотезата обаче се основава само на предположения, свързани с привличането на художници по време на обновяването на Рим, насърчавано от папа Мартин V.
Венецианският опит на Учело подчертава склонността му да представя фантастични бягства, вероятно вдъхновени от изгубените фрески на Пизанело и Джентиле да Фабриано в Двореца на дожите във Венеция, но го отдалечава от Флоренция в решаващ период за художественото развитие. Някои свързват с този период Благовещение, сега в Оксфорд и Свети Георги и дракона, сега в Мелбърн.

### Завръщане във Флоренция
През 1431 г. Учело се завръща в родината си, където заварва в ателието на Гиберти млади свои колеги като Донатело и Лука дела Робия с вече стартирала кариера. Към тях се присъединяват и двамата монаси Фра Анджелико и Филипо Липи.
Флорентинските му клиенти трябва да са проявили известно недоверие към завърналия се художник, за което свидетелства споменатото по-горе писмо, изпратено през 1432 г. до Венеция от Фабриката на флорентинската катедрала. През 1431 г. той създава люнета със Сътворението на животните и създаването на Адам и основния панел на Сътворението на Ева и първородния грях в Зеления клоатър на Санта Мария Новела. В някои от детайлите се забелязва влиянието на Мазолино (главата в змията в Първородния грях), докато строгата фигура на Господ напомня за Лоренцо Гиберти. Творбата обаче демонстрира и първия контакт с новостите, по-специално с Мазачо, преди всичко във вдъхновението за голото тяло на Адам – тежко и монументално, както и анатомично пропорционално. Като цяло геометричната тенденция на художника вече се проявява с фигурите, изписани в кръгове и други геометрични форми, слети с късноготически реминисценции като декоративният акцент върху натуралистичните детайли. Тогава художникът със сигурност работи и върху втори, по-известен люнет: Потоп и оттегляне на водите и Историите на Ной през 1447-1448 г.
Може би известна враждебност в родината му го отвежда за кратък период до Болоня, където той създава грандиозното Поклонение пред Младенеца в църквата „Сан Мартино“. В оцелелите фрагменти от него сега могат да се види бързата и недвусмислена адаптация към твърдите обеми и към перспективното изследване на стила на Мазачо. Въз основа на едва четливата изписана дата има учени, които обаче препращат това произведение към 1437 г.
В началото на 1430-те г. творецът работи върху някои Францискански истории в базиликата „Санта Тринита“ във Флоренция. От тях над лявата врата на контрафасадата остава само много изтърканата сцена на Стигматите на Свети Франциск.
През 1434 г. Учело купува къща във Флоренция, свидетелствайки за своето желание за работа и за желанието си да се утвърди в панорамата на града.
През 1435 г. Леон Батиста Алберти публикува De pictura – трактат, който пряко или косвено води Паоло Учело и много други художници към решителен скок напред в областта на по-особените ренесансови експерименти, поставяйки късноготическия вкус и стилистични характеристики на заден план: от художниците се изисква съгласуваност, правдоподобност и чувство за хармония, под знамето на една „украсена наративност“, която скоро става доминираща естетическа норма. Все пак Паоло Учело съчетава своя елегантен и абстрактен личен вкус с тези нови изисквания, извлечени от примера на Лоренцо Гиберти.

### Прато
На 26 ноември 1435 г. 64-годишният производител на вълна и търговец от Прато Микеле ди Джованино ди Сандро диктува завещанието си, отпускайки средства за основаването и украсяването на параклис, посветен на Успение Богородично в катедралата на Прато, което проправя и пътя на неговия брат–свещеник, който става и първия ректор на катедралата.
Учело е извикан да украси трите стени на параклиса и би трябвало да започне работата между зимата на 1435 г. и пролетта на 1436 г. Той е отговорен за част от Историите на Богородица (Рождество на Мария и Представяне на Мария в храма) и за Истории на Свети Стефан (Спорът на Свети Стефан и Мъченичеството на Свети Стефан с изключение на долната половина), както и за четиримата светци в ниши отстрани на арката (Сан Джироламо, Сан Доменико, Сан Паоло и Сан Франческо) и трогателният Блажени Якопоне да Тоди на стената зад олтара, чиято фреска понастоящем се съхранява в Градския музей на града. Става въпрос за нещо рядко срещано (мощите му са открити едва през 1433 г.) и със силна францисканска конотация, вероятно поради личната преданост на клиента, който през живота си е осъждан и затварян на няколко пъти за дългове, според него без вина.
Особено значимо е шеметното стълбище в Представянето на Мария в храма, където се вижда бързото съзряване на способността на Учело за представяне на сложни елементи в пространството, макар че все още липсва виртуозността на следващите няколко години. Съвременникът му Джовани Манети в биографията си на архитекта Брунелески включва Паоло Учело сред художниците, които имат непосредствени познания за перспективните експерименти на великия архитект. Оттогава нататък в последвалата литература стартира славата на Паоло като учител, който „разбира добре перспективата“, като например в писанията на Кристофоро Ландино от 1481 г.
Във фреските от Прато дадена метафизична изолация на сградите, студената и блестяща хроматична гама и преди всичко любопитният репертоар от причудливи физиономии, разпръснати в историите и гънките на декоративните части, изваждат на преден екстравагантна природа, оригиналност и обич към нерегулярностите.
Приписването на Учело на стенописите на Прато не е сигурно: Пуделко говори по-предпазливо за Майстор от Карлсруе, Марио Салми – за Майстор от Куарате, докато Поуп-Хенеси говори за „Майстор от Прато“.
До 1437 г. работата на Учело в Прато се счита за завършена поради триптиха в Галерията на Академията на Флоренция от същата година, който изрично споменава Сан Франческо на Учело. Не е ясно защо художникът напуска града преди края на цикъла. Може би това е така поради уговорката през 1436 г. за по-атрактивен договор с Фабриката на флорентинската катедрала.
Стилистично близки до стенописите са Света монахиня с две момичета от Колекция „Контини Бонакоси“, Мадоната с Младенеца от Националната галерия на Ирландия и Разпятие от Музей „Тисен-Борнемиша“ в Мадрид.

### Големи поръчки
Цикълът на Прато остава внезапно незавършен (той е завършен впоследствие от Андреа ди Джусто), вероятно защото междувременно на Учело са предложени много по-големи начинания от гледна точка на престиж и печалби. Всъщност когато той се връща във Флоренция, участва основно в строежа на Санта Мария дел Фиоре и е доста активен с оглед на откриването на купола на Брунелески и тържественото освещаване в присъствието на папа Евгений IV.
През 1436 г. Учело изписва фрески за Конния паметник на кондотиера Джовани Акуто (Джон Хокууд, екзекутиран три месеца по-рано) и подписан с неговото име в основата на статуята. Работата е монохромна (зелена земя), използвана за създаване на впечатление за бронзова статуя. Той използва две различни системи за перспектива – една за основата и една предна за коня и ездача. Фигурите са добре завършени, величествени, добре обработени обемно чрез умелото рисуване на светлини и сенки със светлосянка. 

Изгубеният цикъл от зелена земя с Историите за св. Бенедикт в църквата „Санта Мария дели Анджели“ вероятно е от същия период. В това произведение Учело се подписва за първи път като "Pavli Vgielli": не е ясно при какви обстоятелства той възприема онова, което изглежда като прост прякор, за свое истинско име, и то в обществена поръчка с голяма значимост. Някои свързват този избор с възможната връзка с болонското семейство Учели. Всъщност през 1437 г. той прави пътуване до Болоня, където изписва стенописа Рождество Христово в първия параклис отляво на църквата „Сан Мартино“.
Между 1438 и 1440 г. (но някои историци поставят датата през 1456 г.) Учело създава трите картини, празнуващи битката при Сан Романо, в която флорентинците, начело с Николо Мауруци да Толентино, побеждават сиенците през 1432 г. Трите панела, изложени до 1784 г. в зала на Дворец Медичи на ул. Ларга във Флоренция, сега са разпръснати в три от най-важните музеи в Европа: Националната галерия в Лондон (Николо да Толентино начело на флорентинците), Уфици (Падане от коня на Бернардино дела Чарда) и Лувърът в Париж (Решаваща намеса редом с флорентинците на Микеле Атандоло), като последният може би е направен на по-късна дата и е подписан от художника. Произведението е подготвено внимателно и остават различни рисунки, с които художникът изучава особено сложните геометрични конструкции в перспектива: днес те са както в Уфици, така и в Лувъра, и се смята, че в това изследване вероятно му е помогнал математикът Паоло Тосканели.
През 1442 г. е първият документ, който удостоверява съществуването на неговата работилница.
Между 1443 и 1445 г. художникът рисува циферблата на големия часовник на контрафасадата на Катедралата на Флоренция и скиците в реален размер за два от витражите на купола: Възкресение, изработен от стъкларя Бернардо ди Франческо, и Рождество Христово, направен от Анджело Липи.

### Престой в Падуа и завръщане във Флоренция
През 1445 г. Учело е извикан в Падуа от Донатело и там, в двореца Виталиани, той рисува фрески с Гиганти със зелена земя, сега изгубени. Те са високо оценени от Андреа Мантеня, който може би е вдъхновен от Историите за св. Христофор в Параклис „Оветари“. На следващата година Учело се завръща във Флоренция.
Около 1447-1448 г. той отново е ангажиран със стенописите в Зеления клоатър на Санта Мария Новела, по-специално с люнета с Потоп и отстъпване на водите, в които Ной се вижда да излиза от ковчега, и под панела с Жертвата и пиянството на Ной. В люнета Учело приема двойно кръстосана точка на изчезване, която подчертава, заедно с нереалността на цветовете, драматизма на епизода: вляво се вижда ковчегът в началото на потопа, а вдясно – след потопа; Ной присъства както в акта на вземане на маслиновите клонки, така и на сушата. Фигурите стават по-малки, когато се отдалечаваш, а ковчегът сякаш отива в безкрайността. В голите фигури се усеща влиянието на фигурите на Мазачо, а богатството на детайлите все още се влияе от късния готически вкус.
В същите тези години за манастира на Spedale di San Martino della Scala той изписва люнет с Рождество Христово, днес много разрушен и в хранилището на Уфици заедно със съответната подготвителна рисунка. Именно в нея се разкрива вниманието на художника към перспективната конструкция, но за сметка на това с една доста обобщена дефиниция на фигурите, които след това се намират на други позиции в окончателната версия.
Около 1447 - 1454 г. художникът се занимава с фреските с Разкази за светци отшелници в манастира „Сан Миниато ал Монте“, само частично запазени. През 1450 г. е документирана скиния в църквата „Сан Джовани“ а през 1452 г. – картина с Блажения Андреа Корсини в Катедралата на Флоренция, като и двете произведения са загубени.
Между 1450 и 1475 г. е създаден панелът с Тиваида – широко разпространена тема през онези години, съхраняван в Галерия на Академията във Флоренция. Малкият триптих с Разпятието, съхраняван в Музея на изкуствата „Метрополитън“ в Ню Йорк, вероятно направен за килия в манастира „Санта Мария дел Парадизо“ във Флоренция, също е датиран от около 1450 г.
Учело се жени за Томаза Малифичи през 1452 г., от която има две дъщери. Едната е монахиня кармелитка Антония, запомнена със своите изобразителни умения, но от нейните произведения не остава и следа. Антония е може би първата флорентинска художничка, спомената в хрониките. От тази година е панелът с Благовещение, сега загубен, чийто подиум с Христос в благочестие между Мадоната и Св. Йоан Евангелист се съхранява в Музей „Сан Марко“ във Флоренция. Панелът със Свети Георги и дракона в Националната галерия в Лондон датира от около 1455 г.
Между 1455 и 1465 г. творецът създава за олтарната картина на църквата „Сан Бартоломео“ (известна преди като „Сан Микеле Арканджело“) в Замъка в Куарате близо до Баньо а Риполи. От нея остава само подиумът, състоящ се от три сцени с Видението на Свети Йоан в Патмос, Поклонението на влъхвите и и Св. св. Яков Зеведеев и Ансаний, съхранявани в Епархийския музей „Санто Стефано ал Понте“ във Флоренция.
През 1465 г. Учело рисува за Лоренцо ди Матео Морели пано със Свети Георги и дракона (Париж, Музей „Жакмар Андре“) и фреска с Неверието на Свети Тома на фасадата на църквата „Свети Тома“ на Стария пазар  във Флоренция (сега изгубена).

### Портрети
Произходът на ядрото от профилни портрети от района на Флоренция, датиращи от Ранния ренесанс, е широко дискутиран. Тези произведения, в които е видимо участието на различни творци, са приписвани ту на Мазачо, ту на Паоло Учело, ту на други. Въпреки че това са вероятно най-старите независими портрети на италианската школа, пълната липса на документални доказателства пречи на точното приписване. По-специално Учело понякога се споменава за деликатния Женски портрет в Музей „Метрополитън“, чиито черти биха напомнили за тези на принцесите, спасени от дракона в таблата на Учело (но днес мнението накланя към последовател на Учело), или в Портрет на млад мъж от Музей на изящните изкуства в Шамбери, с намалена цветова схема в нюансите на червеното и кафявото подобно на други платна на художника.

## Престой в Урбино и последни години
В напреднала възраст Паоло Учело е поканен от Федерико да Монтефелтро в Урбино, където пребивава от 1465 до 1468 г., като участва в украсата на Херцогския дворец. Тук оставя олтарния подиум с Чудото на осквернената нафора по поръчка на Компанията на Corpus Domini. Той по-късно е завършен с голям олтарен образ, дело на Йос ван Гент. Вероятно към тези години принадлежи панелът с Нощен лов, днес в Ашмолеанския музей в Оксфорд.
Между края на октомври и началото на ноември 1468 г. Паоло Учело е отново във Флоренция. Стар и вече неработоспособен, той е включен в поземления регистър от 1469 г., където той пише: „Аз съм стар и безполезен, и не мога да практикувам, а жена ми е болна“.
На 11 ноември 1475 г., вероятно болен, пише завещание. Умира на 10 декември 1475 г. на 78-годишна възраст. На 12 декември е погребан в църквата „Санто Спирито“. Оставя много рисунки, включително три с перспективни изследвания, съхранено днес в Кабинета с рисунки и щампи на Уфици. В това изследване към художника вероятно се присъединява и математикът Паоло Тосканели.

## Стил
Най-ярката характеристика на зрелите творби на Паоло Учело е смелата перспективна конструкция. Тя обаче, за разлика от Мазачо, не служи за придаване на логически ред на композицията в рамките на едно ограничено и измеримо пространство, а по-скоро за създаване на фантастични и визионерски сценографии в неопределени пространства. Неговият културен хоризонт остава винаги свързан с късноготическата култура, макар и тя да е интерпретирана оригинално.
Зрелите му творби се поместват в рамка от логическа и геометрична перспектива, където фигурите се считат за обеми, поставени според математически и рационални съответствия, и там са изключени естественият хоризонт и този на чувствата. Ефектът, ясно забележим в произведения като Битката за Сан Романо, е този на поредица от манекени, които въплъщават сцена със замръзнали и застопорени действия, но именно от тази непроницаема неподвижност се ражда емблематичният и мечтателен характер на неговата живопис. Фантастичният ефект се подчертава и от използването на тъмно небе и фонове, на които се открояват фигурите, блокирани в неестествени позиции.

## Отношение на изкуствоведите
Учело е от кръга художници около Филипо Брунелески, които се интересуват от перспективата като наука. Експериментира с различни перспективни системи. Занимава се и с геометрия. Често обръща повече внимание на пространственото построение на картините си отколкото на живописното им изграждане, поради което произведенията му са твърде своеобразни. Вазари в своите „Животоописания“ разказва, че неговият приятел Донатело го упреква заради експериментите му от които, според него, има повече вреда отколкото полза. Той хвали съвършенството, до което Паоло Учело довежда изкуството на перспективата, но го упреква, че му се е посветил прекомерно, изоставяйки изучаването на изобразяването на човешките и животинските фигури: „Пауло Учело щеше да бъде най-изящният и капризен гений, което живописното изкуство имаше от Джото нататък ако беше толкова уморен от фигури и животни, колкото беше уморен и изгуби време в проблемите на перспективата“.
Тази ограничена критична визия всъщност е възприета от всички следващи учени до Джовани Батиста Кавалкаселе (1819 – 1897), който, подчертавайки, че научното изследване на перспективата не обеднява художествения израз, дава началото на едно по-пълно и аргументирано разбиране на изкуството на Паоло Учело.

## Майсторът от Карлсруе, Майсторът от Прато и Майсторът от Куарате
Критиката от началото на 20 век, откривайки известно стилистично прекъсване в групата творби, отнесени или отнасящи се към Паоло Учело, често правят хипотезата за съществуването на негови ученици. На тези ученици критиците дават различни конвенционални имена, свързвайки с тях малки групи произведения, които днес общо взето отново се приписват на Учело. Тези имена са Майсторът от Карлсруе с Поклонението на Младенеца със св. св. Йероним, Магдалена и Евстазий (според Пуделко), Майсторът от Прато за стенописите в параклиса „Успение Богородично“ (според Джон Поуп-Хенеси) или Майсторът от Куарате за Постамент (на олтарен образ) от Куарате (според Марио Салми). Въпреки разликите, открити между различните произведения, изглежда, че те са свързани от хомогенни характеристики.
В крайна сметка би било малко вероятно, както подчертава италианският историк на изкуството Лучано Берти (1922 – 2010), до нас да са достигнали само основните произведения на един славен и важен майстор като Паоло Учело, а всичките му второстепенни произведения да са на негов ученик, от чиито други творби няма и следа. Освен това всяко произведение, дори и най-преходното, показва подчертана оригиналност, което е прерогатив на майстора, а не на подражателя. Поради всички тези причини Берти е склонен да отнесе всички тези алтер его към уникалната фигура на майстора, може би размествайки различните произведения в различни фази и периоди.

## Паоло Учело в литературата
Паоло Учело, заедно с Джоакино Росини и Лев Толстой, е обект на една от трите композиции, които съставляват Стихотворения с курсив на Джовани Пасколи, публикувани година преди смъртта на поета през 1911 г. Стихотворението Пауло Учело – сцена от десет глави, в която Паоло рисува славея, който не може да си купи, е празник на силата на бягството на изкуството и предизвикателство за възпроизвеждане на цветния и описателен стил на флорентинския художник в поезията.
Френският писател Марсел Швоб му посвещава глава в книгата си „Въображаем живот“ (Vite Immaginarie) от 1896 г., в която си представя Паоло Учело, потопен в съзерцанието и разлагането на света на прости линии и кръгове, дотолкова, че да се откъсне напълно от всяко възприятие от земните явления на живота и смъртта.

## Творчество
- Мадоната с Младенеца (Madonna col Bambino), ок 1420 г.,темпера върху дърво, 67x46 cm, Колекция „Мартело“, Фиезоле
- Благовещение и четирима пророци (Annunciazione e quattro profeti) (изгубена), ок. 1420-1425, църква „Санта Мария Маджоре“ (Флоренция)
- Св. Антоний абат между св. св. Козма и Дамян (Sant'Antonio abate tra i santi Cosma e Damiano (изгубена), ок. 1420-1425
- Мадона дел Бекуто (Madonna Del Beccuto), ок. 1420-1425, свалена фреска, 90x102 cm, Музей „Сан Марко“ (Флоренция)
- Създаване и първороден грях (Creazione e Peccato originale), ок. 1420-1425, 488x478 cm, люнет и долен квадрат, Зелен клоатър на Санта Мария Новела (Флоренция)
- Разпятие с опечалените и два ангела (Crocifissione coi dolenti e due angeli), ок. 1423, темпера и злато върху дърво, 60,5x33,5 cm, частна колекция
- Св. Георги и змея (San Giorgio e il drago), ок. 1423-1425, темпера и злато върху дърво, Национална галерия „Виктория“ (Мелбърн)
- Благовещение (Annunciazione), ок. 1425, темпера и злато върху дърво, Ашмолеански музей (Оксфорд)
- Св. Петър (San Pietro) (изгубена), ок. 1425-1430, мозайка, навремето в Базилика „Сан Марко“ (Венеция)
- Стигмата на Св. Франциск (Stimmate di san Francesco) (фрагменти), ок. 1431-1434, фреска, Базилика „Санта Тринитà“ (Флоренция)
- Потрет на младеж (Ritratto di giovane), ок. 1431-1436, темпера върху дърво, диам. 61,6 cm, Художествен музей на Индианополис
- Олтарен постамент от Куарате (Predella di Quarate), ок. 1433, темпера върху дърво, 20,5x178 cm, Епархийски музей на Санто Стефано ал Понте (Флоренция)
- Мадоната с Младенеца (Madonna col Bambino), ок. 1433-34, 46x31 cm, Колекция „Алана“ (САЩ).
- Фрески в параклиса на Възнесената (Affreschi nella Cappella dell'Assunta), ок. 1434–1435, Катедрала на Прато
- Блажени Якопоне от Тоди (Beato Jacopone da Todi), ок. 1434-1435, свалена фреска, 181x59 cm, Музей на Катедралата на Прато
- Света монахиня между две девойки (Santa monaca con due fanciulle), ок. 1434–1435, темпера върху дървоa, 79x35 cm, Уфици (Флоренция)
- Мадоната с Младенеца, два ангела и Св. Франциск (Madonna col Bambino, due angeli e san Francesco), ок. 1435-40, 59,7x45,1 cm, Художествен музей „Алънтаун“
- Поклонение пред Младенеца със светиите Йероним, Магдалена и Евстахий (Adorazione del Bambino con i santi Girolamo, Maddalena ed Eustachio), ок. 1436, темпера върху дърво, 111x48,5 cm, държавна галерия (Карлсруе)
- Погребален паметник на Джон Хокууд (Monumento funebre a Giovanni Acuto), ок. 1436, фреска, 820x515 cm, Катедрала на Флоренция.  Първоначално флорентинците възнамеряват да издигнат конна статуя на този военачалник, защитавал града им. Поради липса на финансови средства се задоволяват с фреска. Монументалният стенопис наподобява истинска статуя. На цокъла е подписът на Учело: „Pauli Uccelli opus“.
- Истории за Ной (Storie di Noè), ок. 1436-1440, фреска на люнет и долен квадрант, 492x540 cm, Зелен клоатър на Санта Мария Новела (Флоренция)
- Истории за Св. Бенедикт (Storie di san Benedetto), ок. 1436-1440, изгубена, навремето в Манастир „Санта Мария дели Анджели“ (Флоренция)
- Поклонение пред Младенеца (Adorazione del Bambino), 1437, фрагментирана фреска, 350x237 cm, църква „Сан Мартино“ (Болоня)
- Св. Георги и змея (San Giorgio e il drago), ок. 1439–1440, темпера върху дърво, 52x90 cm, Музей „Жакмар-Андре“ (Париж)
- Портрет на младеж (Ritratto di giovane), ок. 1440, Музей на изящните изкуства (Шамбери)
- Часовник с четиримата пророци/ evangelisti (Orologio con quattro profeti/evangelisti), ок. 1443, фреска, 460x460 cm, Катедрала на Флоренция
- Възкресение (Resurrezione), 1443, реална скица за витраж, диам. 468 cm, Катедрала на Флоренция
- Рождество (Natività), 1443, реална скица за витраж, диам. 473 cm, Катедрала на Флоренция
- Благовещение (Annunciazione), 1443, реална скица за витраж, изгубена
- Мадоната с Младенеца (Madonna col Bambino), ок. 1445, темпера върху дърво, 57x33 cm, Национална галерия на Ирландия (Дъблин)
- Монохромни гиганти (Giganti a monocromo), 1445-1446, фрески, загубени, навремето в Палат „Виталини“ (Падуа)
- Рождество на Св. Мартин ала Скала (Natività di San Martino alla Scala), ок. 1447, свалена фреска, Уфици (Флоренция) (хранилище)
- Глава на плешив мъж с тюрбан (Testa di uomo glabro con turbante), ок. 1440, рисунка, Кабинет на рисунките и щампите (Уфици, Флоренция)
- История на светите отшелници (Storie dei santi eremiti), ок. 1447–1454, базилика „Сан Миниато ал Монте“ (Флоренция)
- Св. Георги и змея (San Giorgio e il drago), ок. 1450-55, темпера върху дърво, 57x73 cm, Национална галерия (Лондон)
- Скиния в зона Сан Джовани (Флоренция), ок. 1450, изгубена
- Триптих на Разпятието (Trittico della Crocifissione), ок. 1450, темпера върху дърво, 45,7x55,5 cm, Музей на изкуството „Метрополитън“ (Ню Йорк)
- Битката при Сан Романо (Battaglia di San Romano), за украса на дома на Козимо Медичи, ок. 1450–1456, темпера, злато и сребро върху дърво, съставена от:
  - Николо да Толентино начело на флорентинците (Niccolò da Tolentino alla testa dei fiorentini), 181,6x320 cm, Национална галерия (Лондон)
  - Сваляне от коня на Бернардино дела Чарда (Disarcionamento di Bernardino della Ciarda), 182x323 cm, Уфици (Флоренция)
  - Намеса на Микелето от Котиньола (Intervento di Micheletto da Cotignola), 182x317 cm, Лувър (Париж)
- Мадоната с Младенеца (Madonna col Bambino) (приписана), ок. 1450-1460, темпера върху дърво, Музей „Боде“ (Берлин)
- Блажени Андреа Корсини (Beato Andrea Corsini), 1452, изгубена, навремето в библиотеката на Катедралата на Флоренция
- Олтарен постамент от Аване (Predella di Avane), 1452, темпера върху дърво, 22x177 cm, Музей „Сан Марко“ (Флоренция)
- Разпятие (Crocifissione), ок. 1457–1458, темпера върху дърво, 46x67 cm, Музей „Тисен-Борнемижа“ (Мадрид)
- Портрет на млада жена (Ritratto di giovane donna), ок. 1460, олио върху дърво, 44,1x31,8 cm, Музей „Изабела Стюарт-Гарднър“ (Бостън)
- Тиваида (Tebaide), ок. 1460–1465, темпера върху дърво, 80x109 cm, Галерия на Академията (Флоренция)
- Олтарен постамент на осквернената нафора (Predella dell'Ostia Profanata), 1467–1468, темпера върху дърво, 43x351 cm, Национална галерия на Марке в Херцогския дворец (Урбино)
- Нощен лов (Caccia notturna), ок. 1470, темпера върху дърво, 65x165 cm, Ашмолеански музей (Оксфорд)
- В миналото му е приписвано и дърво с „Петте майстори на флорентинския Ренесанс“ (Cinque maestri del Rinascimento fiorentino) (Лувър, Париж) на неизвестен флорентински художник, кр. 15 век или нач. на 16 век.
- Фрески в болницата „Лелмо“: „Свети Антоний, Козма и Дамян“ – това най-ранно произведение на Учело не е запазено.
- Изображения на животни и птици в дома на Медичите: незапазени. Вазари свидетелства, че неголеми стенописи на Учело съществуват в много флорентински домове, а също и в Падуа, където живописецът отива по покана на работещия там Донатело.
- Фрески за „Санта Мария Новела“, 1436 – 1440. Сравнително запазени са  Сътворение на Адам, Ева и животните, Грехопадение, Потоп, Благодарността на Ной, Пиянството на Ной.
- Олтар от Урбино – полиптих, 1465, предназначен за църква в Урбино, остава незавършен.
- Ваза – перспективна рисунка. Според Джорджо Вазари Учело оставя на наследниците си многобройни рисунки, но повечето са унищожени.

## Галерия
- Мадоната с Младенеца (ок. 1420)
- Мадона дел Бекуто (ок. 1420 - 1425), фреска
- Сътворение и Първородния грях (ок. 1420 -1425), фрески
- Разпятие с опечалени и два ангела (ок. 1423)
- Св. Георги и змея (ок. 1423 - 1425)
- Благовещение (ок. 1425)
- Портрет на млад мъж (ок. 1431 - 1426)
- Света монахиня (ок. 1434–1435)
- Поклонение пред Младенеца със светиите Йероним, Магдалена и Евстахий (ок. 1436)
- Истории на Ной: детайл с Потоп (1436 – 1440), фреска
- Истории на Ной: детайл с Оттеглянето на водите (1436 – 1440), фреска
- Истории на Ной: детайл с Кам (1436 – 1440), фреска
- Истории на Ной: детайл с Потоп и оттеглпне на водите (1436 – 1440), фреска
- Поклонение на влъхвите (1435 - 1440)
- Поклонение пред Младенеца (1437)
- Часовник с 4 пророци (ок. 1443)
- Възкресение Христово (1443)
- Рождество (1443)
- Мадона (1445)
- Глава на плешив мъж с тюрбан (ок. 1440)
- „Свети Георги убива дракона“ (1439–1440)
- Разпятие (ок. 1457–1458)
- Тиваида (ок. 1460 - 1465)
- Панел с постамент с Чудото на осквернената нафора (1467-69)
- Нощен лов (ок. 1470)

- Параклис на Възнесената в Катедралата на Прато
- Свод
- Представяне на Мария в храма
- Камъните срещу Св. Стефан
- Светиите Павел, Франциск и Йероним
- Мъченичеството на Св. Стефан
- Диспут на Св. Стефан